# 鈦酸丁酯
鈦酸丁酯（英語：Titanium butoxide）是一種金屬有機化合物，化學式為Ti(C4H9)4。它是一種無色無味的液體，被氧化的樣品呈淡黃色並帶有淡淡的類似酒精的氣味。 它可溶於許多有機溶劑。它水解生成二氧化鈦，可以沉積各種形狀和尺寸的TiO2塗層，甚至可達納米級。

## 結構與合成

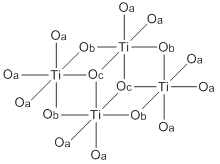
典型鈦酸酯的結構，如鈦酸乙酯（為清楚起見，去除了有機取代基）

與大多數鈦酸酯（鈦酸異丙酯除外）一樣，Ti(OBu)4不是單體，而是作為簇存在。但其通常仍被認為是單體。
它是使用丁醇處理四氯化鈦製備的：
TiCl4 + 4 HOBu → Ti(OBu)4 + 4 HCl
反應需要使用鹼才能完成。

## 反應
與其他鈦酸酯一樣，鈦酸丁酯可以交換醇基團：
Ti(OBu)4 + HOR → Ti(OBu)3(OR) + HOBu
Ti(OBu)3(OR) + HOR → Ti(OBu)2(OR)2  + HOBu
因此，鈦酸丁酯不溶於乙醇溶劑。
類似於醇交換，鈦酸丁酯很容易水解。反應非常複雜，但可以用此方程概括：
Ti(OBu)4 + 2H2O → TiO2 + 4HOBu
熱分解將產生二氧化鈦：
Ti(OBu)4 → TiO2 + 2Bu2O